# Джи, Чарльз
Чарльз Уильям Джи (англ. Charles William Gee; 6 апреля 1909, Стокпорт — 28 апреля 1981, Рос-он-Си) — английский футболист, центральный хавбек. Наиболее известен по выступлениям за «Эвертон» и за национальную сборную Англии.

## Career
Уроженец Стокпорта (графство Чешир), Чарли играл в футбол за местные школьные команды, а также за клуб «Реддиш Грин Уэзлианс» в воскресной школьной футбольной лиге Стокпорта. В октябре 1928 года стал игроком клуба «Стокпорт Каунти». Провёл за команду 27 матчей в Третьем северном дивизионе.
Летом 1930 года перешёл в «Эвертон» за 3500 фунтов. Сначала выступал за резервную команду «ирисок» в Центральной лиге. После травмы основного центрального хавбека «Эвертона» Томаса Гриффитса дебютировал в основном составе «ирисок» в матче Второго дивизиона против «Бери» 1 января 1931 года. Его ошибка привела к голу «Бери», однако в концовке матча сам Чарли сумел отличиться забитым мячом, и «Эвертон» победил в той игре со счётом 3:2. Всего в сезоне 1930/31 Джи провёл за «ирисок» 25 матчей и забил 2 гола и помог команде выиграть Второй дивизион. В следующем сезоне, когда «ириски» выиграли чемпионский титул, Джи сыграл в 38 из 42 матчах в чемпионате. 30 апреля 1931 года в матче против «Болтон Уондерерс» (после которой «ириски» гарантировали себе чемпионство) Чарли получил серьёзную травму колена. После операций на колене и длительной реабилитации он пропустил большую часть сезона 1932/33, включая победный для «Эвертона» Кубок Англии. Джи выступал за клуб до 1939 года, но в последнем предвоенном сезоне (ставшим чемпионским) провёл за «ирисок» только 2 матча в чемпионате. После начала войны выступал за «Стокпорт Каунти» и «Дройлсден» в качестве гостя. В мае 1940 года был приглашён сыграть за «Эвертон» в Военном кубке против «Фулхэма». «Эвертон» проиграл со счётом 2:5, а игру Джи подвергли критике. Больше он за «Эвертон» не играл, хотя официально числился игроком «ирисок» до 1945 года. Всего провёл за «ирисок» 212 матчей и забил 2 гола.

## Карьера в сборной
18 ноября 1931 года дебютировал за сборную Англии в матче против сборной Уэльса.
Всего провёл за сборную 3 матча.

### Список матчей за сборную Англии
| № | Дата           | Стадион                          | Соперник | Результат | Турнир                     |
| - | -------------- | -------------------------------- | -------- | --------- | -------------------------- |
| 1 | 18 ноября 1931 | «Энфилд», Ливерпуль              | Уэльс    | 3:1       | Домашний чемпионат 1931/32 |
| 2 | 9 декабря 1931 | «Хайбери», Лондон                | Испания  | 7:1       | Товарищеский матч          |
| 3 | 18 ноября 1936 | «Виктория Граунд», Сток-он-Трент | Ирландия | 3:1       | Домашний чемпионат 1936/37 |

Итого: 3 матча / 0 голов; 3 победы, 0 ничьих, 0 поражений

## Достижения
«Стокпорт Каунти»
- Обладатель Большого кубка Чешира: 1928/29

«Эвертон»
- Чемпион Второго дивизиона: 1930/31
- Чемпион Первого дивизиона: 1931/32, 1938/39
- Финалист Суперкубка Англии: 1933

Сборная Англии
- Победитель Домашнего чемпионата: 1931/32

## После завершения карьеры игрока
Впоследствии работал скаутом в «Эвертоне» и «Манчестер Сити», а также тренером в юношеской команде «Манчестер Сити». Также с начала 1940-х годов и до выхода на пенсию работал учителем.